# Nereis imbecillis
Nereis imbecillis är en ringmaskart som beskrevs av Grube 1840. Nereis imbecillis ingår i släktet Nereis och familjen Nereididae. Inga underarter finns listade i Catalogue of Life.